# فيردن (هولندا)
فيردن  Wierden  هي بلدية ومدينة بمقاطعة أوفرآيسل بهولندا.

## طوبوغرافيا
خريطة طوبوغرافية هولندية لبلدية فيردن، يوليو 2013، (تقرأ بعد ثلاث نقرات على الخريطة).

## توأمة
لفيردن (هولندا) اتفاقيات توأمة مع كل من:
- إرمونت
- Lampertheim [الإنجليزية]‏
- مالديخيم

## أعلام
- توماس برونز
- دينيس تيلغينكامب
- ووتر فيبرت